# Klíčovská alej
Klíčovská alej ve Vysočanech v Praze je stromořadí jírovců maďalů v lesoparku na Klíčově.

## Historie
Alej s parkem pravděpodobně vznikla koncem 19. století a od 50. let 20. století neprošla žádnou výraznou údržbou ani obnovou. Je dlouhá kolem půl kilometru a roku 2009 zde bylo napočítáno 160 vzrostlých kaštanů. O stromy napadené klíněnkou pečuje odborný tým z Výzkumného ústavu Silva Taroucy, který do aleje plánoval dosadit sazenice kaštanů.
Alej byla vybrána jako Alej hlavního města Prahy roku 2019.